# Ana Godinez
Ana Paula Godinez Gonzalez (ur. 29 listopada 1999) – kanadyjska zapaśniczka walcząca w stylu wolnym. Olimpijka z Paryża 2024, gdzie zajęła piąte miejsce w kategorii do 62 kg. Piąta na mistrzostwach świata w 2022 i ósme w 2021 roku. 
Złota medalistka mistrzostw panamerykańskich w 2022, 2023 i 2025; srebrna w 2024. Wicemistrzyni igrzysk wspólnoty narodów w 2022. 
Mistrzyni świata U-23 w 2021 i trzecia w 2022. Trzecia na MŚ juniorów w 2019 roku.
Jej siostra Karla Godinez, również jest zapaśniczką.